# Dodecafônico
Dodecafônico é uma técnica de composição criada por Schoenberg em meados de 1930. Esta técnica utiliza-se dos doze sons e foge do sistema tonal tradicional, bem como da harmonia tradicional.
A compo
- Webern
- Koellreutter
- Dallapiccola
- Boulez
- Luciano Berio
- Egberto Amin Gismonti
- Lucio Prado

## Exemplos
- Schoenberg - Suíte para Piano Op.25 (1925)